# Glurović
Koordinati:   44°03′55″N, 15°04′14″E
Glurović je majhen nenaseljen otoček v srednji Dalmaciji (Hrvaška).
Otoček leži okoli 0,5 km zahodno od Iža in prav toliko jugovzhodno od Sridnjega Otoka. Njegova površina meri 0,071 km². Dolžina obalnega pasu je 1,01 km.